# لامورن موریس
لامورن موریس (انگلیسی: Lamorne Morris؛ زادهٔ ۱۴ اوت ۱۹۸۳) هنرپیشه و کمدین اهل ایالات متحده آمریکا است. وی از سال ۲۰۰۲ میلادی تاکنون مشغول فعالیت بوده‌است.
از فیلم‌ها یا برنامه‌های تلویزیونی که وی در آن نقش داشته‌است می‌توان به دختر جدید، آرایشگاه: اصلاح بعدی، سندی وکسلر، شب بازی، چگونه پایان می‌پذیرد، ماجراهای کریسمس، دیروز، بلادشات و بزهکاران اشاره کرد.